# Muang Maypakngum
Muang Maypakngum är ett distrikt i Laos.   Det ligger i provinsen Vientiane, i den västra delen av landet, 40 km nordost om huvudstaden Vientiane.